# Баринка (приток Пычаса)
Баринка (Боринка) — река в России, протекает в Можгинском районе Удмуртской Республики. Устье реки находится в 3,2 км по правому берегу реки Пычас. Длина реки составляет 15 км, площадь водосборного бассейна — 36,8 км².
Исток реки в лесном массиве в 10 км к северо-западу от села Пычас и в 16 км к северо-востоку от города Можга. Река течёт на юго-восток по ненаселённому лесу. Впадает в реку Пычас ниже села Пычас.

## Данные водного реестра
По данным государственного водного реестра России относится к Камскому бассейновому округу, водохозяйственный участок реки — Вятка от водомерного поста посёлка городского типа Аркуль до города Вятские Поляны, речной подбассейн реки — Вятка. Речной бассейн реки — Кама.
Код объекта в государственном водном реестре — 10010300512111100039146.